# Aphrosylus celtiber
Aphrosylus celtiber es una especie de mosca del género Aphrosylus, de la familia Dolichopodidae, orden Diptera.

## Distribución
Se distribuye por Europa.

## Taxonomía
Fue descrita por Haliday en 1855 y publicada en Haliday, A.H. 1855. Descriptions of insects figured, and references to plates illustrating the notes on Kerry insects. Nat. Hist. Rev. (Proc.) 2: 59-64.

## Referencia's
1. 1 2  «Aphrosylus celtiber» (en inglés). Global Biodiversity Information Facility. Consultado el 19 de abril de 2024.
2. ↑  «Aphrosylus celtiber» (en inglés). Enciclopedia de la Vida. Consultado el 19 de abril de 2024.
3. 1 2  «Aphrosylus celtiber» (en inglés). Catalogue of Life. Consultado el 19 de abril de 2024.
4. ↑  «Aphrosylus celtiber» (en inglés). Interim Register of Marine and Nonmarine Genera. Consultado el 19 de abril de 2024.

- Datos: Q13959088
- Multimedia: Aphrosylus celtiber / Q13959088